# Javron-les-Chapelles
Javron-les-Chapelles är en kommun i departementet Mayenne i regionen Pays de la Loire i nordvästra Frankrike. Kommunen ligger i kantonen Couptrain som tillhör arrondissementet Mayenne. År 2022 hade Javron-les-Chapelles 1 343 invånare.

## Befolkningsutveckling
Antalet invånare i kommunen Javron-les-Chapelles
| Referens: INSEE |